# Roxane Gay
Roxane Gay (nacida el 15 de octubre de 1974) es una escritora, profesora, editora y comentarista social estadounidense. Gay es la autora de la colección de ensayos best-seller del New York Times Bad Feminist (2014), así como de la colección de relatos cortos Ayiti (2011), la novela An Untamed State (2014), la colección de cuentos Difficult Women (2017) y las memorias Hunger (2017).
Gay ocupa la Cátedra Gloria Steinem de Medios de Comunicación, Cultura y Estudios Feministas en la Universidad Rutgers. Fue profesora adjunta en la Universidad de Eastern Illinois durante cuatro años antes de incorporarse a la Universidad de Purdue como profesora asociada de Inglés, donde fue titular En 2018, dejó Purdue para convertirse en profesora visitante en la Universidad de Yale. Se unió a Rutgers en 2022.
Gay es escritora de opinión colaboradora en The New York Times, fundadora de Tiny Hardcore Press, editora de ensayos de The Rumpus y editora de Gay Mag, fundada en colaboración con Medium.

## Biografía
Gay nació en Omaha, Nebraska, hija de Michael y Nicole Gay, ambos de ascendencia haitiana. Su madre era ama de casa y su padre es propietario de GDG Béton et Construction, una empresa de hormigón haitiana. Gay es prima de Claudine Gay. Gay fue criada como católica y pasaba los veranos visitando a su familia en Haití.  Asistió a la escuela secundaria en la Academia Phillips Exeter en New Hampshire. Gay comenzó a escribir ensayos cuando era adolescente, y gran parte de su trabajo inicial estuvo influenciado por su experiencia con la violencia sexual infantil. Sus padres eran relativamente ricos, la apoyaron mientras estudiaba en la universidad y le pagaron el alquiler hasta que cumplió 30 años.
Después de graduarse de la Academia Phillips Exeter en Exeter (Nuevo Hampshire), Gay comenzó sus estudios universitarios en la Universidad de Yale, pero abandonó en su tercer año para mantener una relación en Arizona. Completó su licenciatura en el Vermont College de la Universidad de Norwich, y también recibió un máster  con especialización en escritura creativa en la Universidad de Nebraska-Lincoln.
Gay se doctoró en Retórica y Comunicación Técnica por la Universidad Tecnológica de Míchigan en 2010. Fue incluida en el Círculo Omicron Delta Kappa. Su tesis se titula Subvirtiendo la posición del sujeto: Hacia un nuevo discurso sobre los estudiantes como escritores y los estudiantes de ingeniería como comunicadores técnicos. Ann Brady fue su asesora de tesis.

## Trayectoria
Tras completar su doctorado, Gay comenzó su carrera docente en 2010 en la Eastern Illinois University, donde fue profesora asistente de inglés. Mientras estaba en EIU, fue redactora colaboradora de la revista Bluestem, y también fundó Tiny Hardcore Press. Gay trabajó en la Eastern Illinois University hasta el final del curso académico 2013-14. Fue profesora asociada de escritura creativa en el programa de Máster en Bellas Artes de la Universidad de Purdue desde agosto de 2014 hasta 2018. Gay anunció su salida de Purdue en octubre de 2018, expresando su preocupación por la imparcialidad de su compensación y señalando que Purdue no había abordado el problema. Durante la primavera de 2019, Gay fue profesora visitante en la Universidad de Yale. En 2022, se unió a la Universidad Rutgers, donde obtuvo la Cátedra Gloria Steinem en Medios, Cultura y Estudios Feministas.
Gay publicó una colección de relatos cortos, Ayiti (2011), y luego dos libros en 2014: la novela An Untamed State y la colección de ensayos Bad Feminist (2014). Una reseña de Time señaló: "La escritura de Gay es sencilla y directa, pero nunca fría ni estéril. Se enfrenta directamente a cuestiones complejas de identidad y privilegio, pero siempre es accesible y perspicaz".
En mayo de 2021, Gay anunció que estaba iniciando un nuevo sello bajo Grove Atlantic, llamado Roxane Gay Books. Los primeros tres libros que se publicaron bajo el sello se anunciaron en 2023.
En 2023, Gay fue una de los más de 370 colaboradores del New York Times que firmaron una carta abierta en la que expresaban su «grave preocupación por el sesgo editorial» en la información del periódico sobre las personas transgénero. En la carta se afirmaba que la información utilizaba «una mezcla inquietantemente familiar de pseudociencia y lenguaje eufemístico y cargado», y se expresaba preocupación por las prácticas de empleo del periódico en relación con los colaboradores trans. Al año siguiente, Gay publicó un ensayo en el New York Times denunciando —a pesar de la digna tradición del J'Accuse...! de Émile Zola— que y la "Carta desde la cárcel de Birmingham" del Dr. Martin Luther King, Jr., la carta abierta como una forma que "debería terminar", ya que permite a los escritores "aferrarse a [sus] creencias profundamente arraigadas sin tener que cuestionarlas o enfrentarse a la duda” y “mitigar... la impotencia con la actuación más que con la práctica”.

## Proyectos

### An Untamed State
En 2014, Gay publicó su primera novela, Estado indomable, centrada en Mireille Duval Jameson, una mujer haitiano-estadounidense secuestrada para pedir un rescate. La novela explora los temas interconectados de la raza, los privilegios, la violencia sexual, la familia y la experiencia del inmigrante. A menudo se hace referencia a Un estado indomable como un cuento de hadas por su estructura y estilo, especialmente en referencia a la frase inicial: «Érase una vez, en una tierra lejana, que fui secuestrada por una banda de jóvenes intrépidos pero aterrorizados, con tanta esperanza imposible latiendo dentro de sus cuerpos que les quemaba la propia piel y fortalecía su voluntad hasta los huesos», y la exploración que hace la autora del sueño americano y el cortejo de los padres de Mireille.
Reseña de Attica Locke en The Guardian que la califica como "una impresionante novela de debut" y The Washington Post la califica como "una novela inteligente y abrasadora".

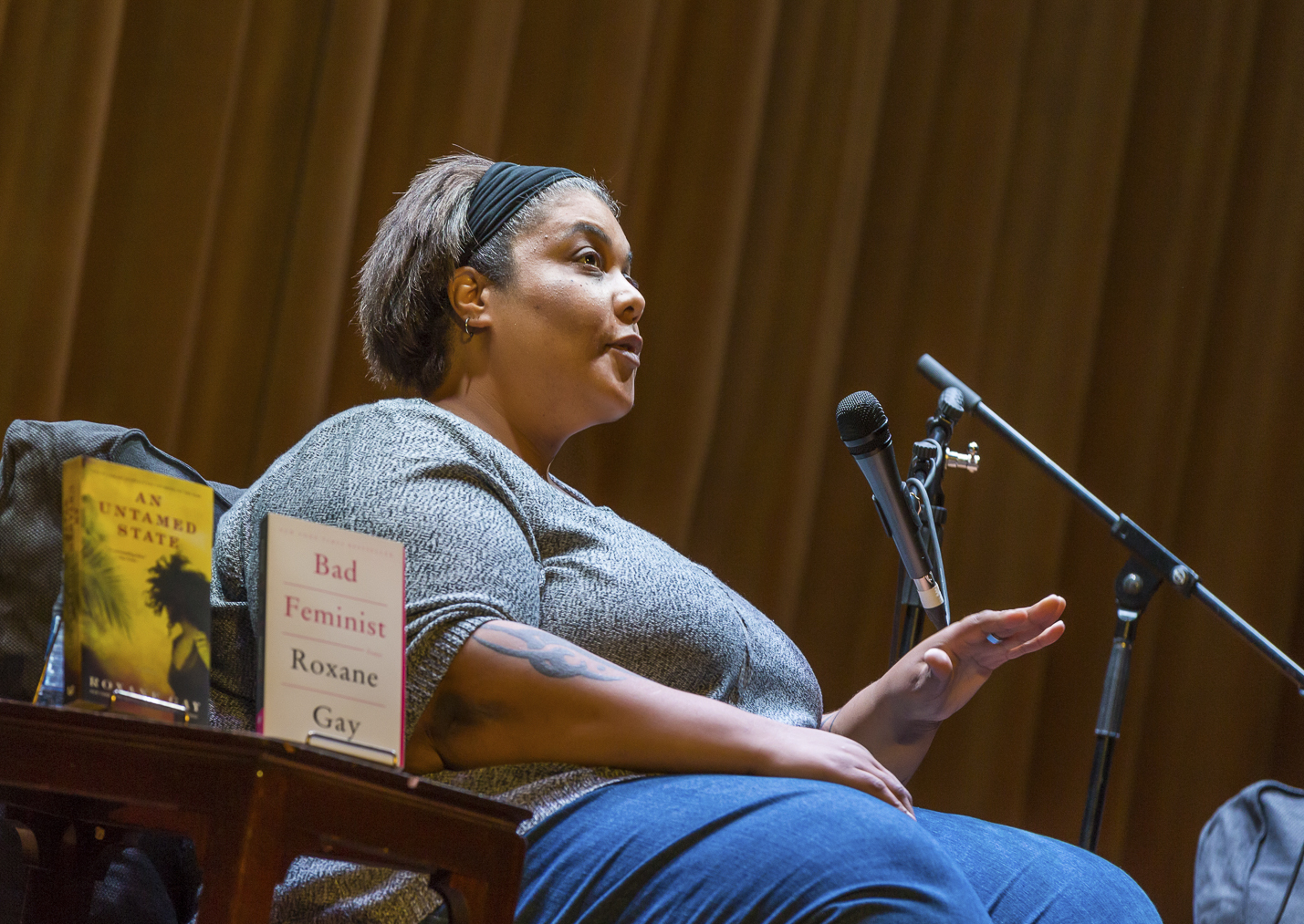
Gay siendo entrevistada en 2015

### Bad Feminist
La colección de ensayos de Gay, Bad Feminist, se publicó en 2014 con gran éxito de crítica; aborda temas tanto culturales como políticos, y se convirtió en un best-seller del New York Times. Un crítico de la revista Time denominó a Bad Feminist como "un manual sobre cómo ser humano" y llamó a Gay el "regalo que sigue dando". En una entrevista de 2014 con la revista, Gay explicó su papel como feminista, y cómo ha influido en su escritura: «En cada uno de estos ensayos, intento mostrar cómo el feminismo influye en mi vida para bien o para mal. Simplemente muestra cómo es moverse por el mundo siendo mujer. Ni siquiera se trata de feminismo en sí, sino de humanidad y empatía.
En The Guardian, la crítica Kira Cochrane ofreció una valoración similar: «Mientras que el discurso en línea se caracteriza a menudo por opiniones extremas y polarizadas, su escritura se distingue por ser sutil y discursiva, con una capacidad para ver a la vuelta de las esquinas, para reconocer otros puntos de vista mientras defiende cuidadosamente el suyo. En la prensa, en Twitter y en persona, Gay tiene la voz de la amiga a la que primero llamas para pedir consejo, tranquila y cuerda, además de divertida, alguien que ha visto mucho y no toma prisioneros".
Un grupo de académicas y activistas feministas analizaron Bad Feminist de Gay para «Short Takes: Provocations on Public Feminism», una iniciativa de la revista feminista Signs: Journal of Women in Culture and Society.

### World of Wakanda
En julio de 2016, Gay y la poetisa Yona Harvey fueron anunciadas como guionistas del World of Wakanda de Marvel Comics, un spin-off del título Black Panther de la compañía, lo que las convirtió en las primeras mujeres negras en ser guionistas principales de Marvel. Se publicaron seis números del cómic.
Black Panther: World of Wakanda fue aclamada por su destacada representación de personajes LGBTQ. El cómic seguía el viaje de dos amantes Aneka y Ayo, que son antiguos miembros de la Dora Milaje, la fuerza de seguridad femenina de Pantera Negra. La serie sigue a la pareja a través de múltiples eventos, incluyendo el asedio de su ciudad por Thanos y la inundación de Wakanda por Namor.
La cancelación de la serie fue confirmada en junio de 2017 por Gay, apenas dos días después del estreno del tráiler de la película Black Panther. El último número salió en marzo de 2017. Marvel no dio ninguna razón oficial para la cancelación; sin embargo, sin embargo, el sitio de tecnología feminista The Mary Sue señaló una conexión con el golpe de Marvel contra los «títulos de diversidad» y la declaración del vicepresidente de Marvel, David Gabriel, de que «la gente no quería más diversidad. No querían personajes femeninos. Eso es lo que hemos oído, lo creamos o no. No sé si es realmente cierto, pero eso es lo que vimos en las ventas".

### Difficult Women
En 2017, Gay publicó Mujeres difíciles, una colección de historias cortas que destacan a mujeres que tienen vidas que difieren del espectro de la sociedad de una vida normal. Cada historia sigue a un personaje diferente y su viaje a través de una experiencia traumática o lo que la hace diferente de las normas sociales. Las historias exploran temas difíciles y complejos, como la relación entre sexo y violencia.

### Hunger
Hunger: A Memoir of (My) Body se publicó en junio de 2017. A lo largo del libro, Gay habla de su experiencia con el peso, la imagen corporal y la construcción de una relación positiva con la comida, especialmente tras su experiencia como víctima infantil de violencia sexual. De hecho, el libro se divide en dos secciones, "El antes" y "El después", siendo el día de su violación el acontecimiento divisorio. A los 12 años, Gay fue atraída a una cabaña por su entonces novio y violada en grupo por él y sus amigos. Describe el suceso como el catalizador de su rápido aumento de peso y de sus problemas de por vida con su cuerpo y su sexualidad. Gay describió el libro como un testimonio de "lo que significa vivir en un mundo que intenta disciplinar los cuerpos rebeldes". Las memorias fueron muy bien acogidas por la crítica, que las calificó de "extraordinarias... ferozmente honestas", "cautivadoras y sinceras", e "íntimas y vulnerables".
Tras su gira nacional en apoyo de Hunger, Gay dijo que la prensa en torno al libro le resultó "todo un reto, porque la gente no sabe cómo hablar de la gordura". En junio de 2017, el sitio web australiano Mamamia publicó una entrevista con Gay, en la que revelaba numerosos detalles sobre cómo prepararon su visita, que describieron como una "pesadilla logística" debido a las aparentes consecuencias de su peso. En Twitter, Gay describió posteriormente estos preparativos, que incluían preguntas como "¿Cabrá en el ascensor de la oficina?", como "crueles y humillantes". En una entrevista con The New York Times, Gay declaró que el polémico acontecimiento fue  "útil, en el sentido de que creo que la gente puede ver, en tiempo real, cómo es la gordofobia y lo descuidada que puede ser la gente a la hora de considerar que los gordos merecen dignidad. Así que supongo que es un ejemplo útil de por qué escribí el libro".
En un evento de febrero de 2019 en la Universidad del Sur de California, en la sesión de preguntas y respuestas, los partidarios del Partido Comunista Revolucionario criticaron el trabajo de la copresidenta Amanda Nguyen en el gobierno de los EE. UU. durante la Guerra contra el Terrorismo; en respuesta, Gay defendió a Nguyen en Twitter.

### Not That Bad
Gay fue la editora de la antología titulada Not That Bad: Dispatches from Rape Culture. La colección, publicada en 2018 por HarperCollins, incluye ensayos de Gay y otros 29 autores, entre ellos Stacey May Fowles, Lyz Lenz, Samhita Mukhopadhyay, Ally Sheedy, Brandon Taylor y Gabrielle Union.

### Gay Magazine
Medium contactó a Gay en 2017 sobre la posibilidad de iniciar una revista "pop-up" para la plataforma de publicación en línea. La revista se especializaría en crítica cultural y proporcionaría un pago para escritores incluido el trabajo de Gay en funciones editoriales. La publicación semanal en línea fue producida con la editora adjunta de Medium, Laura June, y la editora ejecutiva, Kaitlyn Adams. El primer número, publicado a fines de abril de 2019, incluyó ensayos de Athena Dixon y Grace Lavery. En mayo de 2019, Gay and Medium lanzaron formalmente la nueva publicación, Gay Magazine.  La revista, que duró poco, también fue conocida en Medium como GAY The Magazine—The Best Stories About Culture y Gay Mag. La primera de las ediciones temáticas trimestrales planificadas apareció en junio de 2019; se solicitaron presentaciones públicas además de los artículos encargados. El último número de la revista Gay Magazine de Medium se tituló “Poder” y se publicó el 3 de abril de 2020, durante los confinamientos globales por la pandemia de COVID-19.
En octubre de 2019, cuando le preguntaron por Gay Magazine, Gay respondió: "Estoy haciendo lo que siempre me propongo como editora, que es crear un espacio literario para una serie de voces que tienen algo inteligente e interesante que decir, y lo que es más importante, poder pagarles bien. Uno de los mayores retos del panorama de los medios digitales es que el dinero se concentra en la cima y rara vez llega a los editores y escritores, así que poder contar con el apoyo de Medium para crear una publicación -dure lo que dure- en la que podamos pagar a la gente de forma equitativa y justa es algo realmente estupendo. Se escriben muchas cosas buenas y me encanta poder aportar mi granito de arena".
Tras la acusación pública de plagio de Gay y Wendy C. Ortiz contra Kate Elizabeth Russell el 21 de enero de 2020, el 29 de enero, Gay Magazine publicó un ensayo en el que alegaba que la entonces próxima novela de Russell My Dark Vanessa compartía «inquietantes similitudes argumentales» con las memorias de Oritz Excavation, calificando My Dark Vanessa de «ficcionalizada, sensacionalista»". Associated Press informó que "los críticos que analizaron ambos libros no vieron evidencia de plagio", y la revista New York Magazine encontró lo mismo.) En respuesta a estas acusaciones, Oprah Winfrey retiró a My Dark Vanessa de su influyente club de lectura. Russell negó las acusaciones.

### Unruly Bodies
En abril de 2018, Gay se asoció con la plataforma de publicación en línea Medium para crear una revista pop-up de un mes de duración llamada Unruly Bodies. La revista exploraba la relación que las personas comparten con sus cuerpos, a través de una antología de ensayos de 25 escritores (incluida la propia Gay). Gay preguntó a los 24 escritores: "¿Qué significa vivir en un cuerpo ingobernable?";  su libro que trata estos temas, Hunger: A Memoir of (My) Body, se había publicado en 2017. En una entrevista de 2018, Gay dijo: "Me sorprendió porque esperaba que pudiera haber mucha repetición, de [tema], no de estilo, pero la gente escribía sobre todo tipo de cosas. Escribieron sobre género, tamaño, violencia armada, lucha libre, sexo, habilidad. La variedad de temas a partir de ese único aviso, con la forma en que respondieron los escritores, fue maravillosa, y afirmó que hice muy buenas elecciones en los escritores a los que me acerqué". En abril de 2018, más de un año antes del lanzamiento real de la revista en línea, “Gay Magazine” publicó 25 artículos en respuesta a la consulta de Gay bajo el título Unruly Bodies; los escritores fueron: Kaveh Akbar, Gabrielle Bellot, S. Bear Bergman, Keah Brown, Meghan Carpentier, Mike Copperman, Jennine Capó Crucet, Kelly Davio, Mensah Demary, Danielle Evans, Roxane Gay, Casey Hannan, Samantha Irby, Randa Jarrar, Kima Jones, Kiese Laymon, Carmen Maria Machado, Terese Mailhot, Mary Anne Mohanraj, Brian Oliu, Tracy Lynne Oliver, Larissa Pham, Matthew Salesses, Chelsea G. Summers y Aubrey Gordon.

### The Banks
En diciembre de 2019, la editorial de cómics TKO Studios lanzó The Banks by Gay. The Banks es un thriller de atracos sobre las ladronas más exitosas de Chicago: las mujeres de la familia Banks. TKO Studios anunció en 2020 una asociación con Macro (cuyas películas han cosechado nueve nominaciones a los Óscar y una victoria de Viola Davis en Fences) para producir una adaptación cinematográfica de la novela gráfica. El guion correrá a cargo de Gay, que también ejercerá de productora ejecutiva.

### The Audacity
En enero de 2021, Gay estrenó su boletín The Audacity, con ensayos quincenales de ella misma y de escritores emergentes. También alberga The Audacious Book Club, que presenta un libro al mes destacando nuevas obras de escritores estadounidenses subrepresentados. Comenzó con Black Futures, de Kimberly Drew y Jenna Wortham, seguido de la novela debut de Torrey Peters, Detransition, Baby, en febrero. En 2021 también se publicaron libros de Brandon Hobson, Ashley C. Ford y Anthony Veasna So.

### Otros proyectos
Gay fue el editor de The Butter, un sitio de escritura feminista en línea y sitio hermano de The Toast, desde noviembre de 2014 hasta agosto de 2015. The Butter presentó escritos sobre temas como la discapacidad, la literatura, la familia y la música. The Butter dejó de publicarse en agosto de 2015, y Gay declaró que "simplemente estaba demasiado ocupada".
Gay fue columnista del periódico estadounidense Guardian entre 2015 y 2018.
Gay fue jurado invitada y editora invitado de la antología anual de ficción The Masters Review en 2017.
Gay apareció en un segmento de cinco minutos de This American Life el 17 de junio de 2016, hablando sobre su cuerpo y cómo la perciben como una persona gorda.
Gay anunció en enero de 2017 que retiraría su libro How to Be Heard, originalmente previsto para ser publicado en 2018 por TED Books, un sello de Simon & Schuster, debido a sus objeciones a que el periodista de extrema derecha Milo Yiannopoulos recibiera un contrato de libro de otro sello de Simon & Schuster.
También editó el libro Girl Crush: Women's Erotic Fantasies. Además de sus contribuciones regulares a Salon y al ahora desaparecido HTMLGiant, sus escritos han aparecido en Best American Mystery Stories 2014, Best American Short Stories 2012, Best Sex Writing 2012, A Public Space, McSweeney's, Tin House, Oxford American, American Short Fiction, West Branch, Virginia Quarterly Review, NOON, Bookforum, Time, The Los Angeles Times, The Nation y The New York Times Book Review. Es colaboradora de la antología Daughters of Africa de 2019, editada por Margaret Busby.
Gay apareció en el libro de 2016 In the Company of Women: Inspiration and Advice from over 100 Makers, Artists, and Entrepreneurs.
En julio de 2019, Gay lanzó un club de lectura en Vice News Tonight de HBO.
En 2019, Gay se asoció con Tressie McMillan Cottom para crear un podcast feminista negro titulado Hear To Slay, que contó con mujeres negras influyentes como invitadas, incluidas Stacey Abrams, Gabrielle Union y Ava DuVernay. En 2022, el podcast se relanzó como The Roxane Gay Agenda.
En 2022, Gay se asoció con la empresa de artículos de papelería Baron Fig para crear un cuaderno diseñado para ayudar a los consumidores en sus procesos de escritura. En 2023 reveló que ha estado experimentando un bloqueo de escritor durante cinco años.

## Premios y reconocimientos
En 2020, en honor al 50 aniversario del primer desfile del Orgullo LGBTQ, Queerty nombró a Gay entre las cincuenta personas héroes "que lideran la nación hacia la igualdad, la aceptación y la dignidad para todas las personas". También fue incluida en la lista Queer 50 de Fast Company de 2022.
| Año  | Título           | Premio/honor                                                                    | Resultado    | Árbitro. |
| ---- | ---------------- | ------------------------------------------------------------------------------- | ------------ | -------- |
| 2015 |                  | Premio Libertad para Escribir del Centro PEN de EE. UU.                         | Ganador      | [ 92 ]   |
| 2017 | Hunger           | Premio del Círculo Nacional de Críticos del Libro de Memorias                   | Finalista    |          |
| 2018 |                  | Beca Guggenheim para las artes creativas en no ficción general                  | Beneficiario | [ 93 ]   |
| 2018 | World of Wakanda | Premio Eisner a la mejor serie limitada                                         | Ganador      | [ 94 ]   |
| 2018 |                  | Premio a la excelencia literaria del Consejo de Administración Literario Lambda | Ganador      | [ 95 ]   |
| 2018 | Hunger           | Premio Literario Lambda de Literatura Bisexual                                  | Ganador      | [ 95 ]   |
| 2019 | Hear to Slay     | Presentadores de podcast del año                                                | Ganador      | [ 96 ]   |
| 2021 |                  | Premio Gary Webb contra la censura del PEN Oakland                              | Ganador      | [ 97 ]   |

## Temas
Gran parte de la obra escrita de Gay aborda el análisis y la deconstrucción de cuestiones feministas y raciales a través de la lente de sus experiencias personales con la raza, la identidad de género y la sexualidad.

## Vida personal
Gay es bisexual. En octubre de 2019, se comprometió con la artista y escritora Debbie Millman. En agosto de 2020, Gay reveló que se habían fugado.
En enero de 2018, Gay reveló que se había sometido a una gastrectomía en manga, una cirugía bariátrica que extirpa entre el 75 y el 85 % del estómago. Ella tiene 6 pies 3 pulgadas (1,9 m) alto.

## Obra
Entre su producción como escritora destacan:
- Ayiti (2011). Colección de cuentos
- An Untamed State (2014). Novela
- Mala feminista (2014). Colección de ensayos
- Hambre. Las memorias de mi cuerpo (2017). Memorias
- No es para tanto. Notas sobre la cultura de la violación (2018). ISBN: 978-84-948861-2-6